# Ride the Sky
A Ride the Sky az At Vance kilencedik albuma, amely 2009 szeptemberében jelent meg.
Az együttes tagjai hivatalosan 2008. január 30-án jelentették be az At Vance MySpace oldalán, hogy új albumon dolgoznak. Október végére öt számot demóztak fel (ének nélkül) a Ride The Sky-hoz. Mivel Rick Altzi énekes Göteborgban él, ezért 2009 január elején Olaf Lenk gitáros Svédországba repült, hogy Altzival együtt megírják a dalszövegeket. A lemezfelvételnek március 26-án kezdtek hozzá az Guitarlandben, ami Lenk saját stúdiója.
A felvételt most is megszakította egy tagcsere: Manuel Walther basszusgitáros kilépett az együttesből. Helyét Wolfman Black (Justice) vette át. Az album keverését Mika Jussila végezte Helsinkiben, a Finnvox stúdióban. Japánban szeptember 5-én, a többi országban pedig szeptember 18-án jelent meg az album.

## Dalok
1. Ride The Sky - 3:31
2. Torn - Burning Like Fire - 4:40
3. Last In Line - 4:31
4. Wishing Well (Free feldolgozás) - 3:13
5. Salvation Day - 4:24
6. Four Seasons - Summer Set, 2nd Set (Vivaldi feldolgozás) - 3:45
7. Power - 3:34
8. You And I - 5:23
9. End Of Days - 3:31
10. Falling - 6:13
11. Farewell - 5:37

## Az együttes tagjai
- Rick Altzi – ének
- Olaf Lenk – szólógitár, billentyűs hangszerek
- Wolfman Black – basszusgitár
- Alex Landenburg – dob